# Świat Kolei
Świat Kolei – polski hobbystyczny miesięcznik miłośników kolei, od 2019 roku wydawany przez Instytut Naukowo-Wydawniczy TTS. Poświęcony kolejnictwu i modelarstwu kolejowemu, główne czasopismo tego typu w Polsce.
Dzisiejszy miesięcznik Świat Kolei jest wydawany od 1988. Początkowo był to biuletyn Poznańskiego Klubu Modelarzy Kolejowych wydawany co kwartał pod nazwą „Parowozik” (ISSN 1231-1804). Przez pierwsze dwa lata było to skromne wydawnictwo formatu A5 powielane techniką kserograficzną. Wzrost zainteresowania ze strony czytelników z całej Polski wymuszał stały rozwój wydawnictwa zarówno od strony technicznej, jak i merytorycznej. W 1995 roku tytuł przekazany został do wydawcy, firmy Emi-Press w Łodzi. Po 23 latach (od stycznia 2019) wydawanie miesięcznika przejął Instytut Naukowo-Wydawniczy TTS sp. z o.o.

## Historia
- 1988 – rozpoczęto wydawanie „Parowozika”.
- 1990 – czasopismo zmienia format na A4 i zaczyna się „wchodzenie w kolor”.
- 1995 – wydawanie czasopisma przejmuje spółka Emi-Press z Łodzi, zmianie ulega tytuł na „Świat Kolei”, stopniowo rozszerza się zespół redakcyjny i zwiększa się objętość poszczególnych numerów.
- 1997 – „Świat Kolei” staje się dwumiesięcznikiem.
- 2000 – wydanych zostało 12 numerów, „Świat Kolei” staje się miesięcznikiem.
- Czerwiec 2001 – czasopismo wchodzi w druk pełnokolorowy, pojedynczy numer ma objętość 60 stron.
- 2003 – od tego roku każdy numer miesięcznika ma 64 pełnokolorowych stron.
- Listopad 2003 – został wydany jubileuszowy, 100. numer.
- 2004 – została uruchomiona witryna internetowa.
- Styczeń 2008 – zostaje wydany 150. numer.
- Maj 2008 – jubileusz 20 lat wydawania czasopisma.
- Styczeń 2011 – odświeżenie szaty graficznej. tradycyjnie dołączana do numeru styczniowego wkładka z kalendarzem weszła w całym roku 2011 do zawartości numeru jako plakat „rozkładówka”.
- Marzec 2012 – wydano 200. numer czasopisma.
- Maj 2016 – ukazał się jubileuszowy, 250. numer
- Czerwiec 2018 - 30. lat wydawania czasopisma.
- Lipiec 2020 - ukazuje się 300. numer.[3] "Świat kolei" jest najstarszym, ukazującym się nieprzerwanie czasopismem adresowanym do miłośników kolei i miejskiego transportu szynowego, a także do modelarzy kolejowych.